# Liste der Kreisstraßen im Landkreis Celle

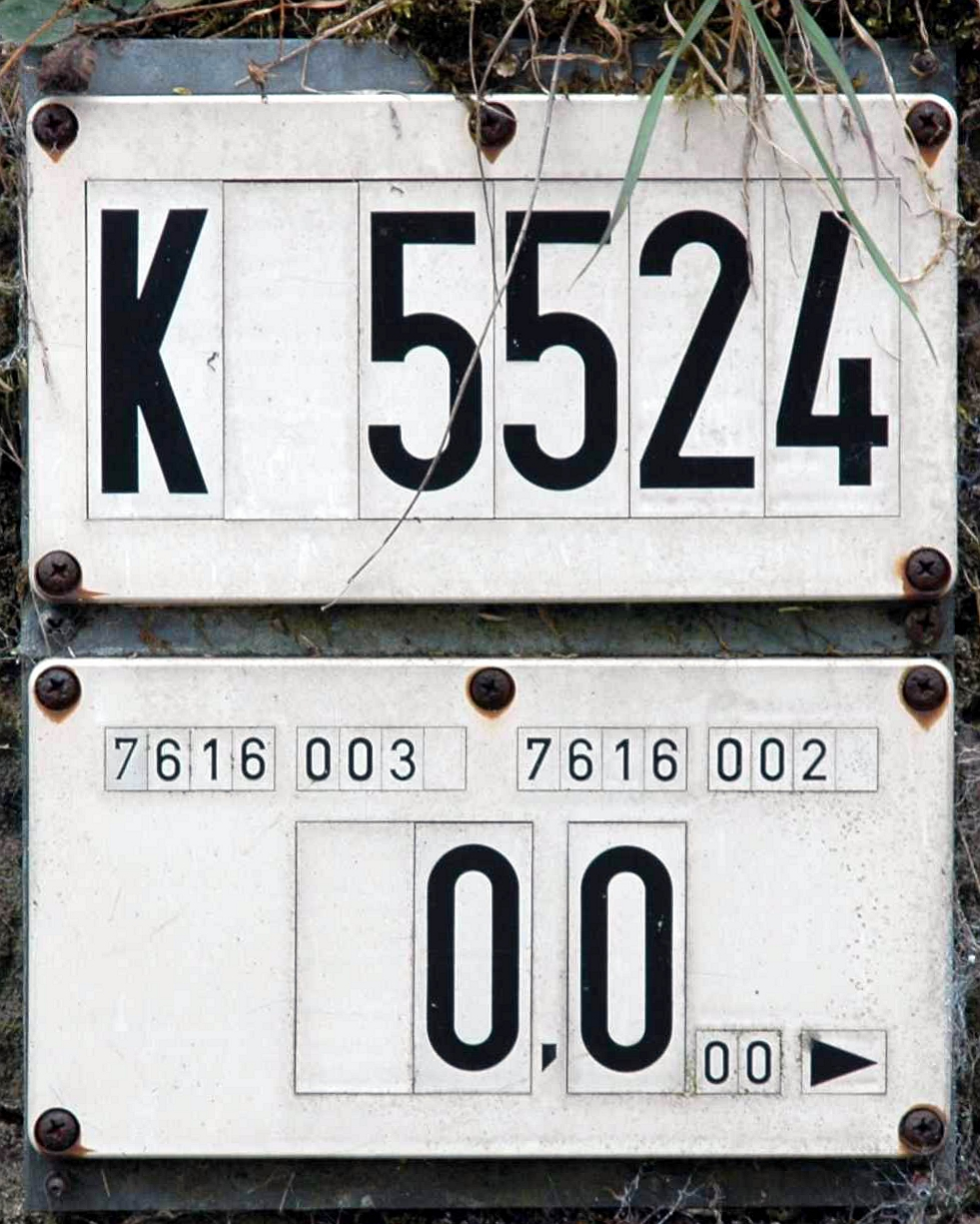
Stationszeichen

Die Liste der Kreisstraßen im Landkreis Celle führt alle Kreisstraßen im niedersächsischen Landkreis Celle auf. In den gemeindefreien Gebieten gibt es keine Kreisstraßen.

## Abkürzungen
- K: Kreisstraße
- L: Landesstraße

## Liste
Nicht vorhandene bzw. nicht nachgewiesene Kreisstraßen werden in Kursivdruck gekennzeichnet, ebenso Straßen und Straßenabschnitte, die unabhängig vom Grund (Herabstufung zu einer Gemeindestraße oder Höherstufung) keine Kreisstraßen mehr sind. 
Der Straßenverlauf wird in der Regel von Nord nach Süd und von West nach Ost angegeben.
| Nr.  | Verlauf |
| ---- | --- |
| K 2  | L 180 – Stedden – L 180 |
| K 3  | in Wolthausen – L 180 |
| K 4  | in Wietze – Hornbostel – L 298 in Südwinsen |
| K 5  | in Wietze – Wieckenberg – Kreisgrenze – (Region Hannover)                                                                                             |
| K 9  | Siedlung an den Meißendorfer Teichen – K 63 in Meißendorf                                                                                             |
| K 11 | K 12 in Nindorf – Dageförde – Bleckmar – K 70 – |
| K 12 | (K 12 im Landkreis Heidekreis) – Kreisgrenze – Widdernhausen – Nindorf – K 11 – Hagen – Häger Döpe – L 281 in Bergen                                  |
| K 13 | (K 45 im Landkreis Heidekreis) – Kreisgrenze – Bonstorf – K 81 – L 240 in Baven                                                                       |
| K 14 | Barmbostel – K 81 |
| K 15 | Siddernhausen – L 281 in Dohnsen |
| K 16 | L 280 – Schmarbeck |
| K 17 | L 240 in Hermannsburg – K 18 – Misselhorn – Lutterloh – Neu Lutterloh – L 280 in Unterlüß                                                             |
| K 18 | K 17 in Hermannsburg – Weesen |
| K 19 | Lohe – Dalle – |
| K 20 | Rebberlah – in Eschede |
| K 22 | – Bollersen – Katensen – K 23 – Sülze – K 24 – L 240                                                                                                  |
| K 23 | in Offen – K 22 |
| K 24 | L 240 in Sülze – K 22 – Waldhof – in Hassel |
| K 25 | L 240 in Eversen – Feuerschützenbostel |
| K 26 | L 240 in Hustedt-Bahnhof – Hustedt-Jägerei – Hustedt –                                                                                                |
| K 27 | in Groß Hehlen – L 180 in Celle |
| K 28 | K 78 in Vorwerk – in Celle |
| K 29 | in Garßen – K 31 – K 30 – K 76 – Alvern |
| K 30 | Ohe – K 76 |
| K 31 | K 29 in Garßen – Bostel – |
| K 32 | in Altenhagen – L 282 |
| K 33 | K 76 in Gockenholz – Gockenholz |
| K 34 | – Habighorst – Habighorster Höhe – Höfer – K 73 – K 30 – Beedenbostel – L 282 – K 42 – K 80 – K 43 – L 284 in Ahnsbeck                                |
| K 35 | L 283 in Scharnhorst – Kragen – L 283 in Endeholz |
| K 36 | L 283 in Endeholz – Marwede |
| K 37 | L 283 in Heese – Bargfeld – L 282 in Eldingen |
| K 38 | K 39 in Eldingen – K 72 in Metzingen |
| K 39 | L 282 in Eldingen – K 38 – Ziegelei – K 72 – Wohlenrode – K 40 – L 283 in Hohnhorst                                                                   |
| K 40 | K 39 in Wohlenrode – Grebshorn |
| K 41 | L 282 in Luttern – L 283 |
| K 42 | K 34 in Beedenbostel – Jarnsen – K 80 – K 71 – L 283 in Hohnhorst                                                                                     |
| K 43 | L 284 in Lachendorf – K 80 – K 71 in Bunkenburg |
| K 46 | Spechtshorn – L 284 in Hohne |
| K 47 | L 284 in Helmerkamp – K 48 in Neuhaus |
| K 48 | K 50 in Langlingen – K 49 – Neuhaus – K 47 – Nienhof – Kreisgrenze – (K 39 im Landkreis Gifhorn)                                                      |
| K 49 | K 50 in Offensen – Schwachhausen – Nordburg – K 48 |
| K 50 | in Klein Ottenhaus – Bockelskamp – Wienhausen – L 311 – Offensen – K 49 – Langlingen – K 51 – K 48 – K 52 – Kreisgrenze – (K 41 im Landkreis Gifhorn) |
| K 51 | K 50 in Langlingen – Fernhavekost – K 53 – K 55 – K 54 in Wiedenrode                                                                                  |
| K 52 | K 50 in Langlingen – Hohenbostel – K 53 – Kreisgrenze – (K 42 im Landkreis Gifhorn)                                                                   |
| K 53 | K 51 – K 52 – Hohenbostel – Kreisgrenze – (K 44 im Landkreis Gifhorn)                                                                                 |
| K 54 | – Bröckel – K 83 – K 51 – Wiedenrode |
| K 55 | – Eicklingen – L 311 – Sandlingen – Alt Schepelse – Paulmannshavekost – K 51                                                                          |
| K 56 | K 74 – Osterloh |
| K 57 | K 74 in Altencelle – – Burg – K 59 in Nienhagen |
| K 58 | K 84 in Adelheidsdorf – Nienhagen – K 59 – Rapenhorst – L 311 in Wathlingen                                                                           |
| K 59 | K 57 in Nienhagen – Kreisgrenze – (K 133 in der Region Hannover)                                                                                      |
| K 60 | Großmoor West – K 84 in Großmoor Ost |
| K 61 | Dasselsbruch – Celle |
| K 63 | Meißendorf – K 9 – Brunsiek – Krainhöpen – L 298 in Winsen (Aller)                                                                                    |
| K 64 | Becklingen – in Wardböhmen |
| K 65 | L 180 – in Jeversen |
| K 67 | L 298 in Bergen – in Offen |
| K 68 | L 240 in Hermannsburg – L 281 in Oldendorf |
| K 69 | Hasselhorst – L 298 in Bergen |
| K 70 | – K 11 in Bleckmar |
| K 71 | K 42 in Jarnsen – K 43 in Bunkenburg |
| K 72 | K 39 in Ziegelei – Metzingen – Kreisgrenze – (K 97 im Landkreis Gifhorn)                                                                              |
| K 73 | L 283 in Scharnhorst – Aschenberg – K 34 in Höfer |
| K 74 | L 282 in Lachtehausen – K 56 – Altencelle – K 57 – in Celle                                                                                           |
| K 75 | in Bergen – Salzmoor – Hünenburg |
| K 76 | K 29 – Gockenholz – K 33 – L 282/L 284 |
| K 77 | (K 47 im Landkreis Uelzen) – Kreisgrenze – Neuensothrieth – L 280 in Unterlüß                                                                         |
| K 78 | in Groß Hehlen – Vorwerk – K 28 – in Garßen |
| K 79 | (Landkreis Heidekreis) – Kreisgrenze – Faßberg – L 280                                                                                                |
| K 80 | L 284 in Lachendorf – K 34 – K 42 in Jarnsen |
| K 81 | L 281 – K 82 – K 14 – L 240 in Baven |
| K 82 | K 81 – L 240 in Beckedorf |
| K 83 | K 54 in Bröckel – L 387 in Bröckel |
| K 84 | in Westercelle – Adelheidsdorf – K 58 – Großmoor – K 60 – Nienhorst –                                                                                 |